# Soricini
A Soricini az emlősök (Mammalia) osztályának Eulipotyphla rendjébe, ezen belül a cickányfélék (Soricidae) családjába és a vörösfogú cickányok (Soricinae) alcsaládjába tartozó nemzetség.

## Rendszerezés
A nemzetségbe az alábbi 1 élő nem és 17 fosszilis nem tartozik:
- †Alloblairinella Storch, 1995
- †Alluvisorex Hutchison, 1966
- †Anchiblarinella Hibbard & Jammot, 1971
- †Antesorex
- †Carposorex
- †Clapasorex
- †Cokia
- †Crocidosorex
- †Dimylosorex
- †Dolinasorex Cuenca-Bescós & Rofes, 2009
- †Drepanosorex
- †Florinia
- †Lartetium
- †Paenepetenyia
- †Petenyia
- Sorex Linnaeus, 1758
- †Srinitium
- †Ulmensia